# 孟加拉厅
孟加拉厅（羅馬化：Bôngobhôbôn）是孟加拉国总统的官邸和主要工作场所，位于孟加拉国首都达卡的孟加拉厅路（迪尔库沙路的一条短支路），周围被孟加拉厅花园所环绕。
在英属印度时期，这里是印度总督和和孟加拉省长使用的迪尔库沙政府大楼。巴基斯坦建国后，这座房子是东巴基斯坦的总督官邸。阿布·赛义德·乔杜里于1971年1月12日宣誓后，成为第一位居住在这里的孟加拉国总统。总统卫队负责宫殿的安全。

## 历史

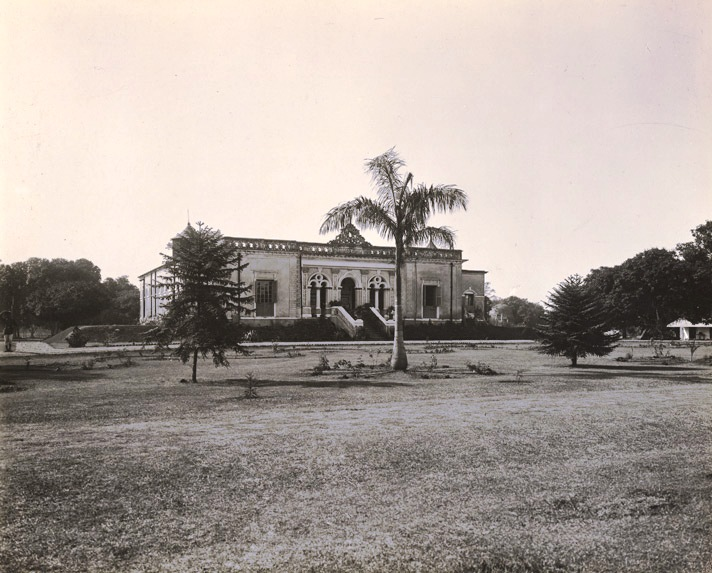
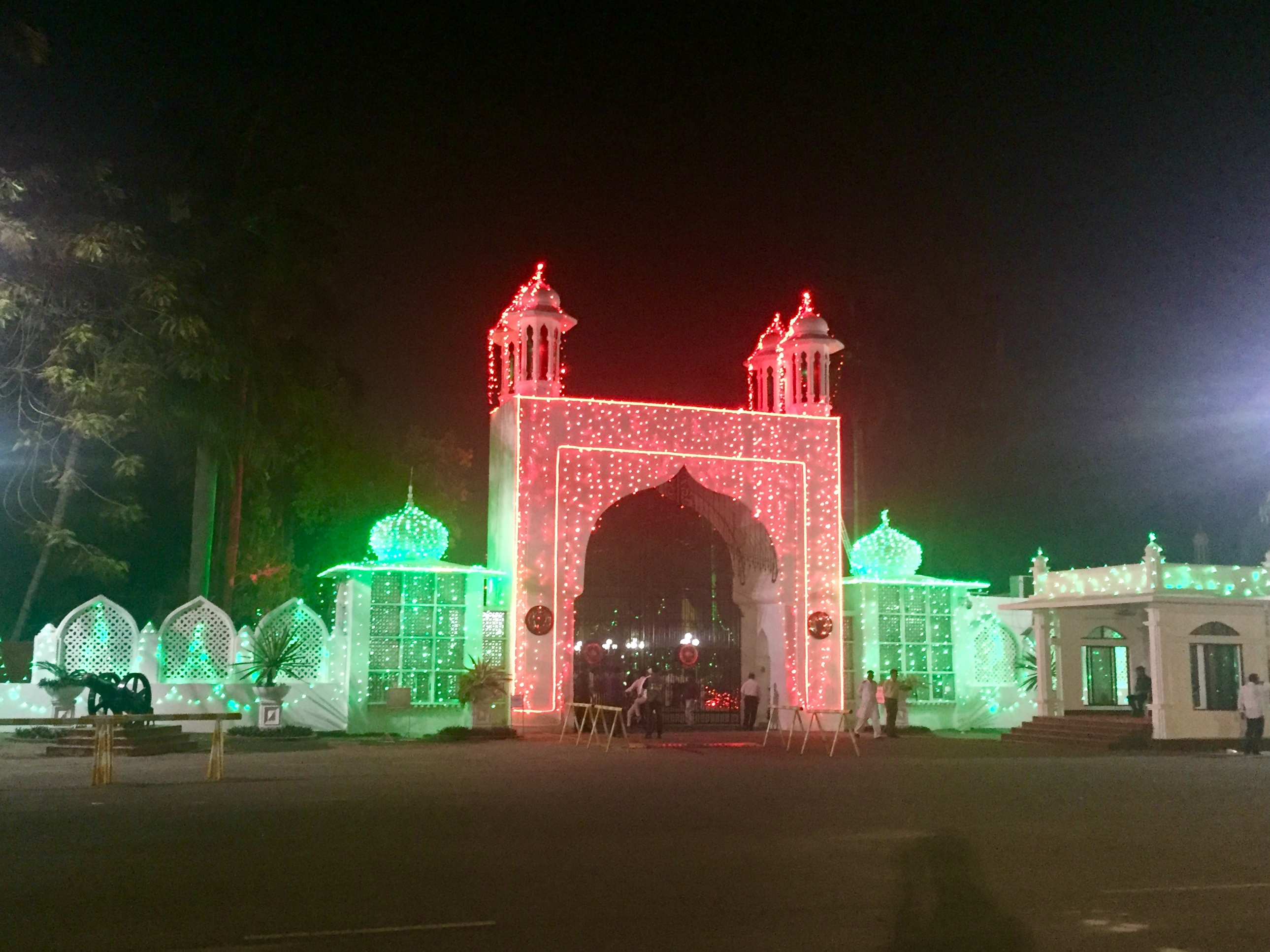
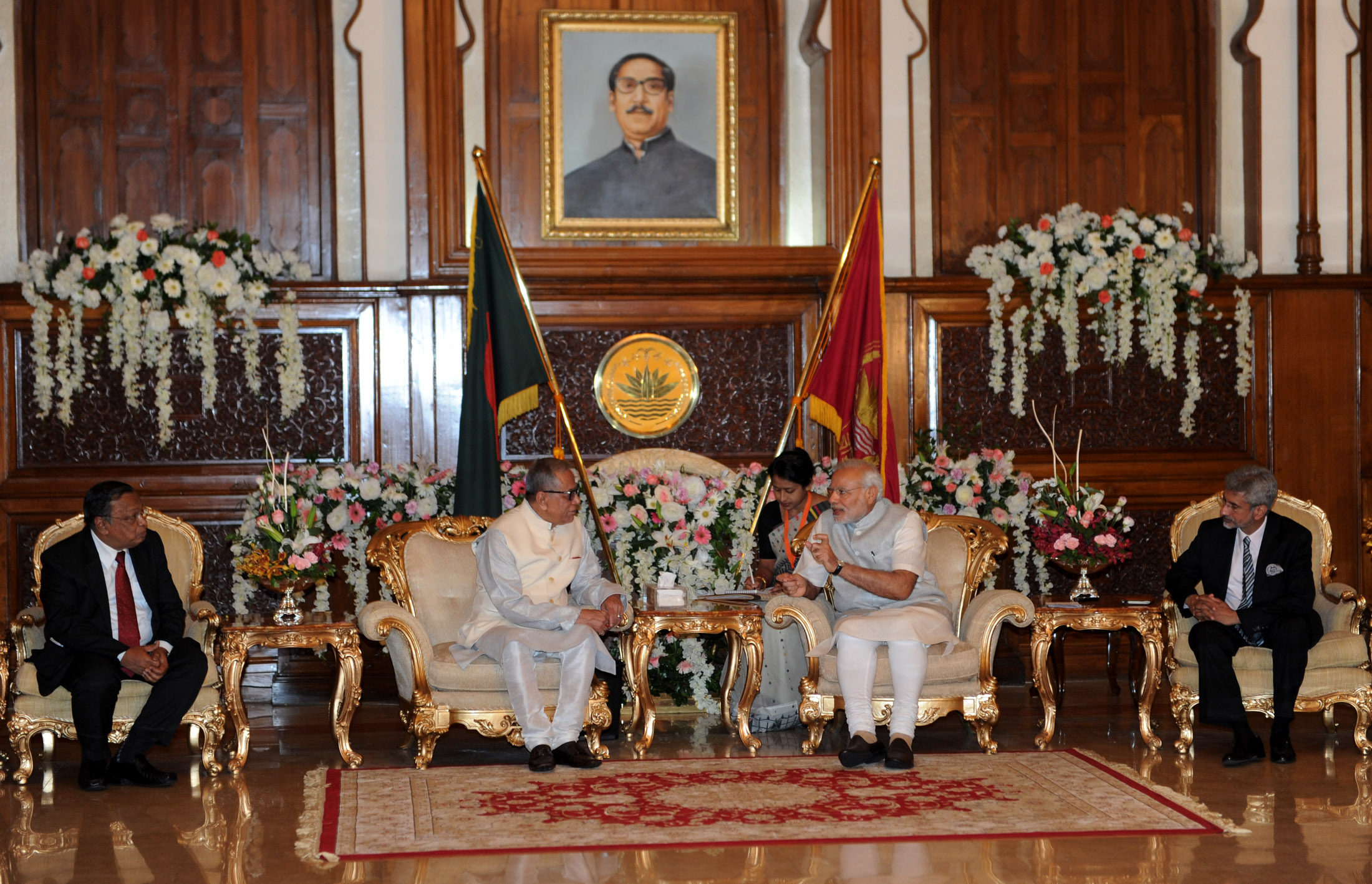
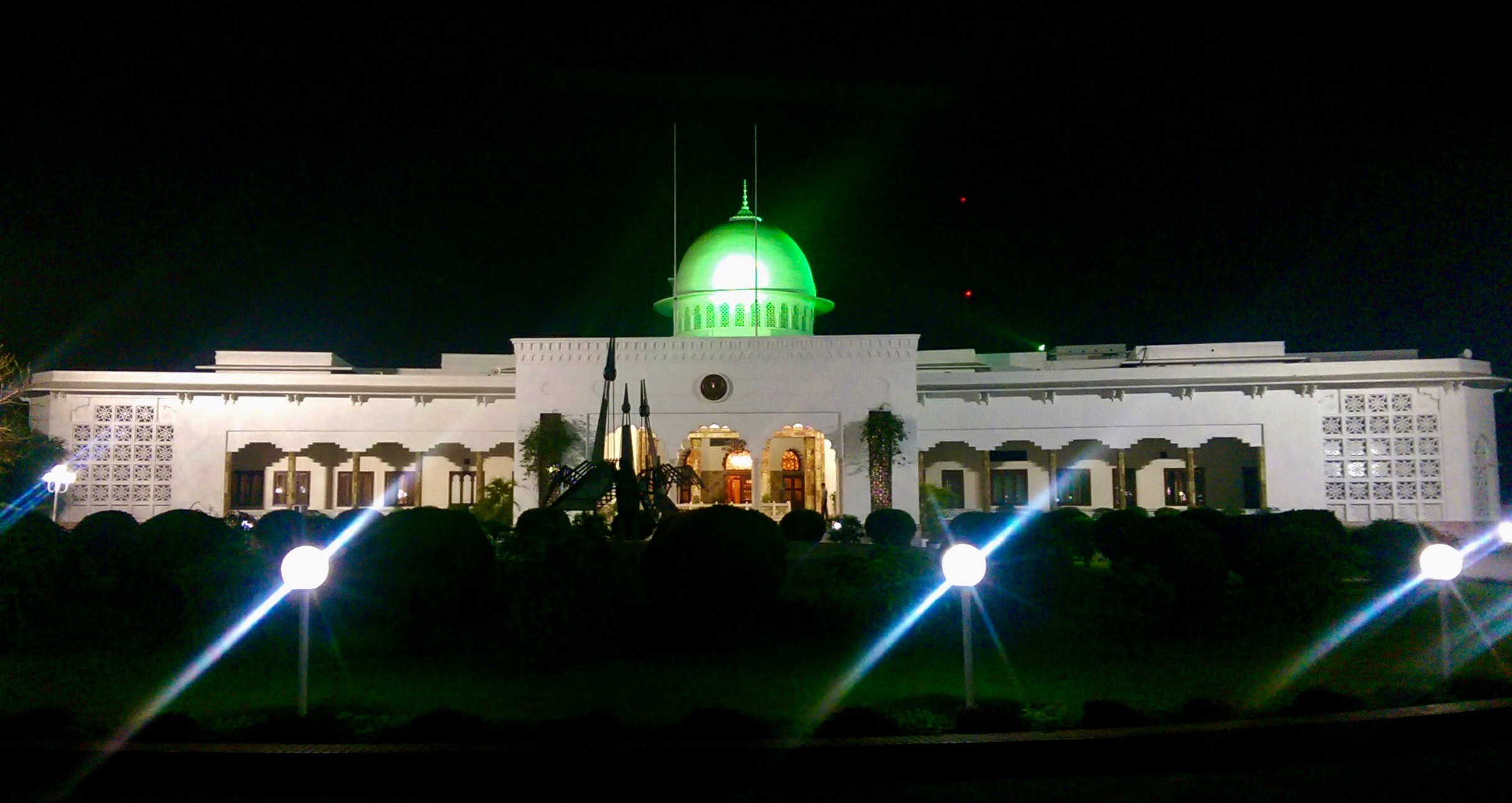